# Raketne topovnjače klase Končar
Klasa Končar (401) klasa je od šest raketnih topovnjača izgrađenih za nekadašnju jugoslavensku ratnu mornaricu.

## Razvoj
Početkom sedamdesetih godina u SFRJ započeo je razvoj raketne topovnjače tipa 401 (projekt "Vrbas"), broda prvenstveno namijenjenog za protuzračnu i protubrodsku zaštitu raketnih čamaca. Prvi brod u klasi porinut je 15. listopada 1976. godine, a u flotnu listu uveden je 14. veljače 1977. godine. U brodogradilištu Kraljevica do 1983. godine izgrađeno je još pet brodova ove klase.

## Opis
Trup raketne topovnjače izrađen je od čelika debljine 3 do 12 mm, ima poludeplasmansku formu i podijeljen je na 11 vodonepropusnih odsjeka. Brod zadržava plovnost u slučaju plavljenja bilo koja dva susjedna odsjeka. Nadgrađe je izrađeno od aluminija debljine 2 do 10 mm.
Kombinirana pogonska grupa (CODAG) sastoji se od dvije plinske turbine "Proteus" snage po 3310 kW i dva dizel motora MTU 20 V 538 TB92 snage po 2648 kW. Snaga se prenosi na četiri propelera. Dizel motori predstavljaju glavni pogon i koriste se za plovidbu u normalnim uvjetima, dok su plinske turbine namijenjene za postizanje većih brzina u borbi. S pogonom samo na dizel motore brod ima maksimalnu brzinu 25 čvorova, samo s plinskim turbinama 28 čvorova, a maksimalna brzina je 40 čvorova.

Naoružanje raketne topovnjače sastoji se od dva lansera za protubrodske rakete P-20 (NATO oznaka SS-N-2 Styx), dva univerzalna topa Bofors Mk.1 (YU SAK L/70) kalibra 57 mm, lansera IC i radarskih mamaca "Barricade" i četiri dvocijevna lansera osvjetljavajućih raketa "Svitac" kalibra 128 mm. Na dva zadnja broda u klasi (RTOP-405 i 406) umjesto dva lansera raketa "Svitac" postavljeni su lanseri radarskih mamaca 57 mm Bofors. Nakon modernizacije jedan brod iz klase je umjesto krmenog topa 57 mm naoružan šestocijevnim rotirajućim topom 30 mm AK-630M.
Nakon zarobljavanja RTOP-21 Šibenik (ranije RTOP-402 Vladimir Ćetković), umjesto dva P-20 Styx projektila, postavljena su 2 (+2) RBS-15.